# ادجوان
ادجوان (به لاتین: Adjouan) یک منطقهٔ مسکونی در ساحل عاج است که در Sud-Comoé واقع شده‌است.